# Saint-Nazaire

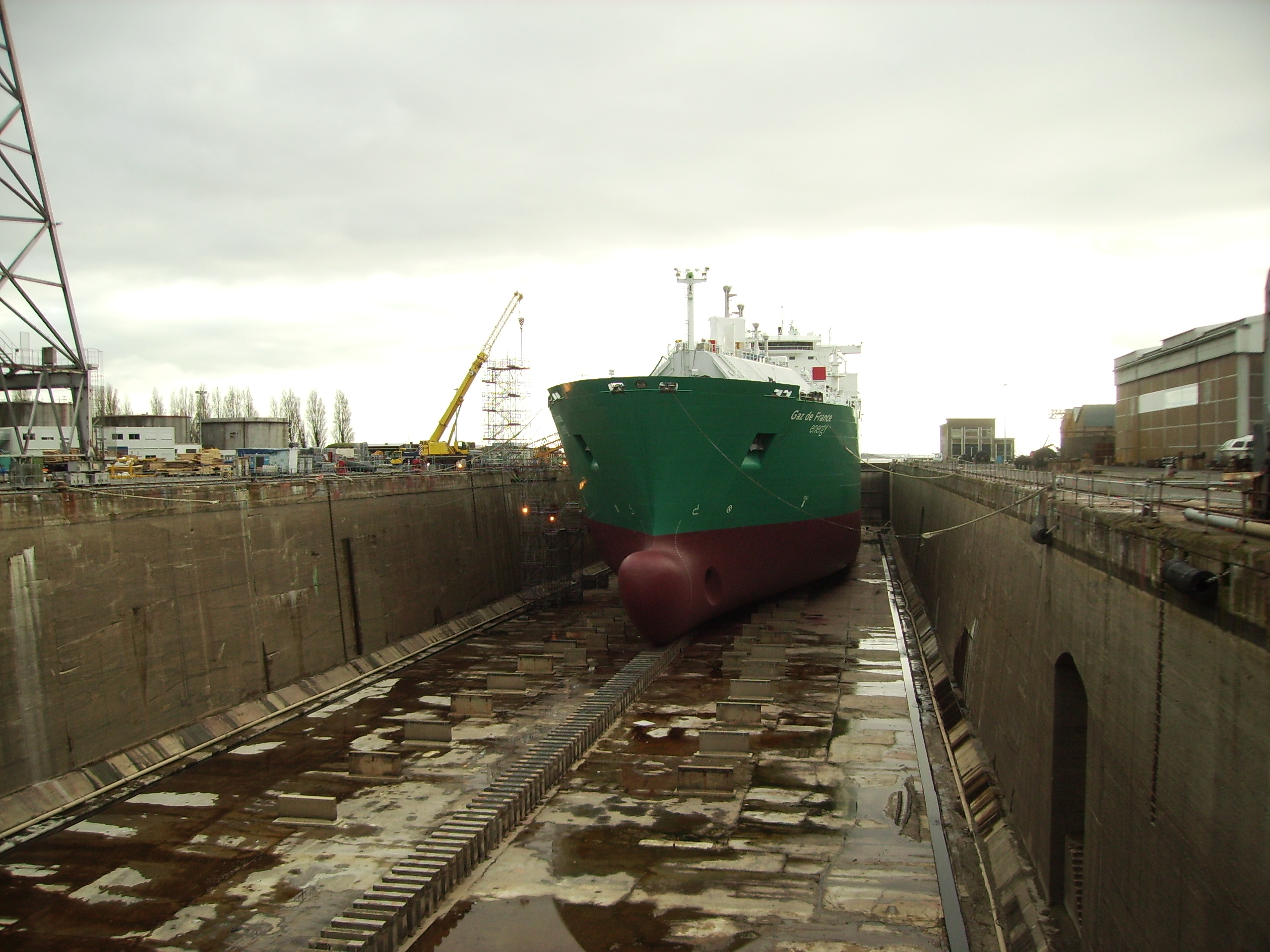
Dok Louise Jouberta (dok Normandie)

Saint-Nazaire (bretonsky Sant-Nazer/Señ Neñseir) je přístavní město v západní Francii ležící na řece Loiře, zhruba 10 km od pobřeží Atlantského oceánu. Samotné město je součástí Arrondissementu Saint-Nazaire, který patří do departementu Loire-Atlantique (region Pays de la Loire); je pojmenováno podle sv. Nazaria, jehož relikvie je uložena ve zdejším kostele.
Město leží mezi nálevkovitým ústím řeky Loiry a Brière, druhou největší francouzskou bažinou. Město má dlouho tradici ve stavění lodí a lovu ryb.
Součástí přístavu v St. Nazaire je velký dok Louise Jouberta nazývaný také dok Normandie, podle lodi Normandie, pro kterou byl postaven. Jelikož se jedná o největší dok v oblasti, byl za druhé světové války cílem britských jednotek Commandos během operace Chariot.

## Ponorková základna

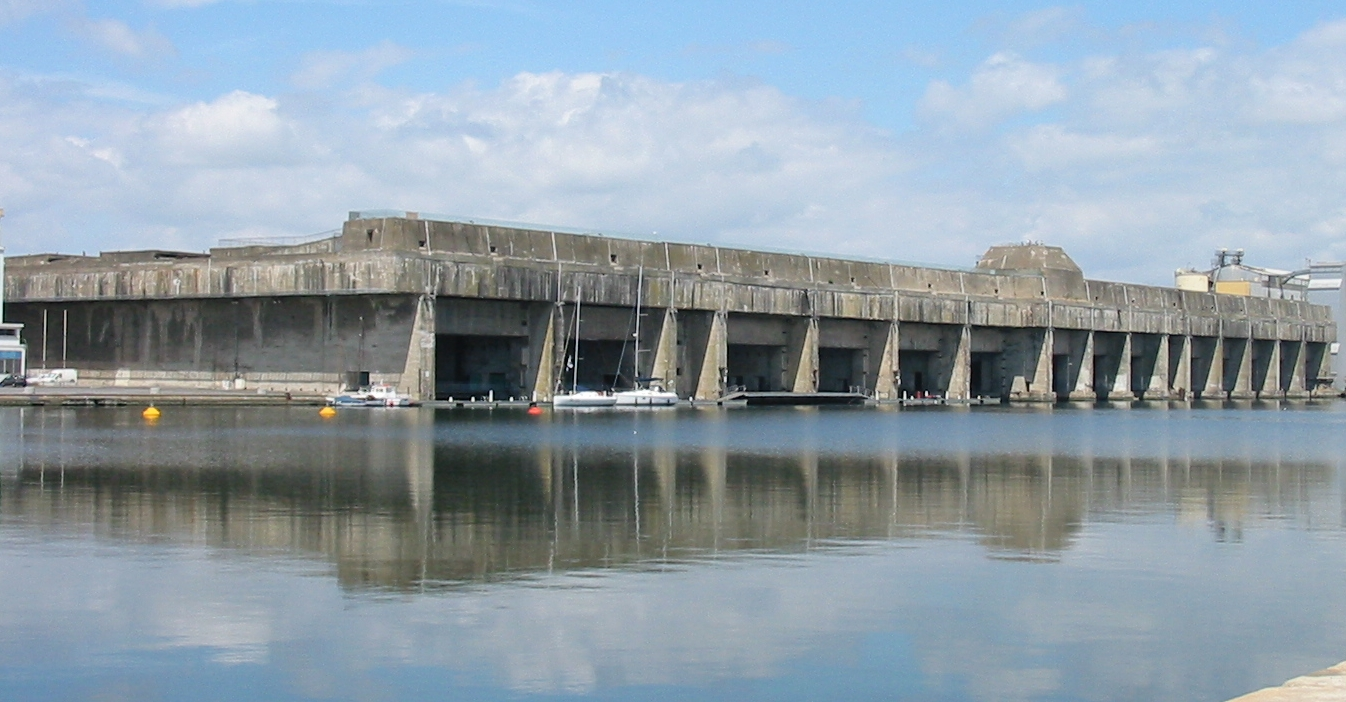
Současný pohled na ponorkovou základnu Kriegsmarine v Saint-Nazaire

Saint-Nazaire bylo za druhé světové války ovládáno nacisty, kteří využili strategickou pozici města na pobřeží Atlantiku k vybudování jedné ze svých klíčových ponorkových základen německé Kriegsmarine (podobný osud mělo také francouzské město Brest). Město bylo tedy vojenským cílem spojeneckých náletů, ovšem betonové doky pro ponorky byly opravdu bezpečné a odolné vůči účinkům bombardování. Za výstavbou stála německá organizace Todt, která při stavbě využívala nuceně nasazené pracující, nejčastěji vězně koncentračních táborů. Po skončení války se řešila otázka likvidace těchto betonových doků a nakonec bylo od ní upuštěno pro finanční náročnost. Pozůstatky ponorkových doků ve městě tedy připomínají jeho vojenskou a strategickou úlohu za druhé světové války během bitvy o Atlantik. Dalšími významnými ponorkovými základnami na území dnešní Francie byla města Lorient, Brest, Bordeaux a La Rochelle. 

## Partnerská města
- Sunderland, Spojené království; od 1953.
- Saarlouis, Německo; od 1969.
- Saint-Hubert, Kanada; od 1991.
- Kribi, Kamerun
- Avilés, Španělsko
- Peillac, Francie